# HD 30443
Désignations
HD 30443 est une étoile binaire ainsi qu'une une étoile carbonée de la constellation du Cocher. Selon la mesure annuelle de sa parallaxe par le satellite Gaia, elle se situe à environ ∼ 1 680 a.l. (∼ 515 pc) de la Terre.

## Caractéristiques
HD 30443 est une binaire spectroscopique avec une période orbitale de 2 954 ± 77 jours (soit environ 8,09 ans). Sa composante visible est une étoile carbonée particulière. Son atmosphère stellaire est très pauvre en métaux, ce qui indique qu'elle est une âgée. Sa métallicité est de [Fe/H] ≤ -1.68 et elle possède les caractéristiques des étoiles à CH. Elle est très probablement membre du disque mince de la Voie lactée. Sa température de surface est de 3 884 K.